# يوئيل ليرنر
يوئيل ليرنر(1941- يوليو 2014)- بالإنجليزية Yoel Lerner، إرهابي يهودي، بالإضافة إلى كونه فقيه لغوي ومترجم ومعلم، تم
أدانته بارتكاب العديد من الجرائم، بما في ذلك سعيه نحو تدمير قبة الصخرة في القدس.

## الحياة الشخصية
وُلِد ليرنر تحت اسم "جويل ليرنر" في عام 1941م في أحد أحياء نيويورك الشهيرة، والمعروف بحي بروكلين، ونشأ في جنوب أفريقيا. ثم هاجر إلى إسرائيل في عام 1960م، وهو في العشرين من عمره، درس في الجامعة العبرية، وحصل على درجة البكالوريوس في فقه اللغة العبرية والسامية.
وسرعان ما أصبح ليرنر أحد تلاميذ السياسي الإسرائيلي الأمريكي مائير كاهانا، كما أصبح عضوًا في عصبة الدفاع عن يهودا؛ وفيما بعد صار مساعدًا لكاهانا. كان ليرنر متزوجًا ولديه من الأطفال ثمانية. ليرنر وعائلته، تبنوا المذهب الأرثوذكسي، وانتقلوا إلى كريات شمونة - حيث عمل ليرنر مدرسًا - ثم عادوا إلى القدس.

## مهنة كمدرس ومترجم
قام ليرنر بالتدريس في العديد من المؤسسات التعليمية الثانوية، كما قام بترجمة العديد من الكتب والمقالات.
ومن بين ترجماته : "شابيس جوي": دراسة في المرونة الهلاخية (فيلادلفيا: جمعية النشر اليهودية، 1989).

## الجرائم المبكرة
في عام 1973م، تم القبض على يوئيل ليرنر في قضية الحرق المتعمد لمتجر يبيع كتب التبشير المسيحية.
وفي عام 1975م، تم القبض عليه أيضًا؛ للاشتباه في التآمر ضد وزير الدفاع الأمريكي هنري كيسنجر. وذكرت بعض التقارير الصحفية، أن ليرنر "هدد باغتيال كيسنجر".

## جال
في عام 1978م، تم توجيه عدة اتهامات إلى يوئيل ليرنر، مفادها التآمر، والحيازة غير القانونية للأسلحة. كما اتهمه الادعاء الإسرائيلي بأنه مؤسس مجموعة سرية من المسلحين، ويقوم بتجنيد الطلاب الشباب؛ من أجل الإطاحة بالحكومة، وإقامة دولة قائمة على الشريعة الدينية، وقتل العرب.
وقد أطلق ليرنر على مجموعته اسم "جال"، وهو اختصار عبري لـ "خلاص إسرائيل". وقد تم إصدار بطاقات عضوية لأعضاء المجموعة، وإعطاؤهم أسماء رمزية، مع تكليفهم بمهام محددة مثل: التخطيط والتنظيم، والتخريب والتجسس. وقد تلقى بعض أفراد المجموعة تدريبات في رياضة الكاراتيه. وقضى ليرنر حكمًا بالسجن لمدة ثلاث سنوات.

## تفجيرات الحرم القدسي
في عام 1982م، قام ليرنر بتشكيل منظمة شبابية صغيرة، هدفها هو تدمير قبة الصخرة. ويقال أنه قام بتنظيم رحلة ميدانية إلى قاعدة عسكرية في الجنوب؛ بهدف سرقة متفجرات لاستخدامها في تفجير قبة الصخرة.
تم اعتقاله في 25 يوليو 1982م، والحكم عليه بالسجن لمدة خمس سنوات، لم يقضى منها في السجن إلا عامين ونصف، حيث تم رفع وتعليق نصف المدة من عقوبته؛ ويهدف ليرنر من وراء ذلك إلى تمكين إعادة بناء موقع جبل الهيكل. وكان هدف ليرنر المعلن هو استبدال الحكم في إسرائيل بسلطة تطبق مبادئ الشريعة اليهودية، وقد خطط ليرنر لــ 13 هجومًا يتم تنفيذها خلال 40 يوم، آخرها تفجير المسجد الأقصى وقبة الصخرة.

## التوقعات والإرث
وصف عالم الاجتماع والباحث الأمريكي مارك يورغنسماير، ليرنر بأنه إرهابي ديني يهودي، وكتب في ذلك، أن ليرنر "كان يشتاق إلى مجتمع يهودي في إسرائيل. ويأمل في ترميم الهيكل القديم في القدس، وحق اليهود الحصري في الاستيطان على الضفة الغربية لنهر الأردن، وإنشاء دولة تقوم على القانون التوراتي".